# Верхазовка
Верхазовка (тат. Илмин) — село в Дергачёвском районе Саратовской области, административный центр сельского поселения Верхазовское муниципальное образование.
Село расположено в 39 км южнее районного центра посёлка Дергачи.
Население — 467 (2021)

## История
Казённая деревня Верхазовка (она же Красненькая) упоминается в Списке населенных мест Российской империи по сведениям 1859 года. В 1859 году в деревне проживало более 1,6 тысяч жителей, имелось 2 мечети. Село относилось к Новоузенскому уезду Самарской губернии.
Согласно Списку населённых мест Самарской губернии 1910 года Верхазовка относилась к Осиново-Гайской волости, здесь проживало 1808 мужчин и 1865 женщин, село населяли бывшие государственные крестьяне, преимущественно татары, магометане, в селе имелись 5 мечетей, 5 магометанских школ, 9 ветряных мельниц.
В 1919 году в составе Новоузенского уезда село включено в состав Саратовской губернии.

## Население
Динамика численности населения по годам:
| Годы      | 1859 | 1889 | 1897 | 1910 | 2002 |
| --------- | ---- | ---- | ---- | ---- | ---- |
| Население | 1618 | 2910 | 3325 | 3673 | 953  |

| 2002 | 2010 | 2012 | 2013 | 2014 | 2015 | 2016 |
| ---- | ---- | ---- | ---- | ---- | ---- | ---- |
| 952  | ↘806 | ↘773 | ↘736 | ↘730 | ↘714 | ↘701 |
| 2017 | 2018 | 2019 | 2020 | 2021 |      |      |
| ↘669 | ↘644 | ↘627 | ↘613 | ↘467 |      |      |

## Люди, связанные с селом
- Фаизов, Марат Фаритович (род. 1961) — российский гос.деятель.
- Ханисламов, Галямутдин Хуснутдинович (1873—1942) — мусульманский религиозный деятель, журналист.